# Kap Sterneck
Das Kap Sterneck (französisch Cap von Sterneck, im Vereinigten Königreich Cape Herschel) ist ein Kap in Form eines wuchtigen, schwarzen Kliffs an der Grenze zwischen der Danco- und der Davis-Küste im Grahamland auf der Antarktischen Halbinsel. Am nordwestlichen Ende der Tschawdar-Halbinsel begrenzt es nördlich die Einfahrt zur Hughes Bay und südwestlich diejenige zur Curtiss Bay.
1898 erkundete der belgische Polarforscher Adrien de Gerlache de Gomery bei der Belgica-Expedition (1897–1899) die Region und benannte die Bucht nach dem österreichisch-ungarischen Geophysiker Robert Daublebsky von Sterneck (1839–1910), Konstrukteur des nach ihm benannten Halbsekunden-Pendels zur Bestimmung des Längengrads, das bei dieser Forschungsreise eingesetzt wurde. Namensgeber der britischen Benennung ist der deutsch-britische Astronom und Musiker Wilhelm Herschel (1738–1822).